# Start in die Dämmerung
Start in die Dämmerung (OT: The Dawn Patrol) ist ein US-amerikanischer Pre-Code-Kriegsfilm aus dem Jahr 1930 mit Richard Barthelmess unter der Regie von Howard Hawks.

## Handlung
Major Brand ist Kommandeur einer Fliegerstaffel, der seine Piloten täglich mit schlecht ausgerüsteten Flugzeugen Einsätze fliegen lässt. Da keine besseren Flugzeuge geliefert werden können, sind die Piloten im Luftkampf ihren deutschen Pendants hoffnungslos unterlegen. Da seine Staffel eine hohe Verlustrate hat, wird Brand von seinem besten Piloten Courtney als „Butcher“ (Schlachter) bezeichnet. Obwohl Brand seine Befehle befolgt und seine Männer immer wieder in den Kampf schickt, ist er von Zweifeln geplagt. Schließlich wird Brand abgelöst und übergibt sein Kommando an Courtney.
Der erkennt bald, dass er ebenso wie sein Vorgänger Brand zum unfreiwilligen „Butcher“  wird, da er auch nur über unzulängliches Material verfügt. Weil er jetzt das Kommando führt, entsteht eine Kluft zwischen ihm und seinen Fliegerkameraden. Die Lage spitzt sich zu, als Courtney den jüngeren Bruder seines besten Freundes Scott auf eine Selbstmord-Mission schickt. Scotts Bruder kommt um und die Freundschaft geht in die Brüche. Um ihre Freundschaft wieder zu kitten, macht Courtney Scott betrunken und fliegt die nächste Mission selbst.
Während des Fluges trifft er auf das deutsche Flieger-Ass von Richter und schießt ihn ab, wird jedoch auch selbst abgeschossen. Scott muss nun das Kommando über die Staffel übernehmen und sieht sehr schnell ein, dass er in der gleichen Lage wie seine beiden Vorgänger ist.

## Hintergrund
Howard Hawks war selber ein begeisterter Flieger und damit beinahe eine logische Wahl für den aufwändig produzierten Streifen The Dawn Patrol. Der Film reiht sich ein in eine Folge von Streifen, die sich explizit mit den Abenteuern und Problemen der Fliegerstaffeln des Ersten Weltkrieges beschäftigten. Angeregt durch William A. Wellmans monumentalen Epos Flügel aus Stahl, der für Paramount Pictures einen Oscar als Bester Film des Jahres gewann, wurden in der Folgezeit Werke wie Hell’s Angels von Howard Hughes oder eben The Dawn Patrol gedreht. Richard Barthelmess war seit Beginn der 1920er ein bedeutender Filmstar, der den Übergang zum Tonfilm ohne Probleme schaffte. Der sich ändernde Publikumsgeschmack beendet jedoch bald nach 1934 seine Karriere. 1939 machte er ein Comeback in S.O.S. Feuer an Bord, einem Fliegerdrama, das ebenfalls unter der Regie von Howard Hawks entstand. Warner Brothers bauten Douglas Fairbanks Jr., der die zweite männliche Hauptrolle spielte, während der Zeit gezielt zum jugendlichen Helden auf und setzten den Schauspieler gleichermaßen in Actionfilmen wie The Dawn Patrol und als romantischen Helden in Komödien wie I Like Your Nerve und Loose Ankles, meist an der Seite von Loretta Young ein.
Howard Hawks machte aus The Dawn Patrol einen Anti-Kriegsfilm, der das ausweglose Schicksal der Piloten, die beinahe zwangsläufig den Tod in der Schlacht finden, schilderte. Bei der Inszenierung legte er großen Wert auf die dramatische Darstellung der Luftkampfszenen. Um möglichst große Authentizität zu erreichen, drehte Howard Hawks mit Stuntfliegern. Er verzichtete auch bewusst auf Liebesgeschichten zwischen Krankenschwestern und Piloten, wie sie in Hell's Angels oder Wings ohne Rücksicht auf die Logik in die Handlung gezwungen wurden. Die Kosten beliefen sich am Ende auf $ 611.722 was den Film zu einer der teuersten Produktionen des Studios bis dahin machten. Angelockt von meist exzellenten Kritiken machte das Publikum aus The Dawn Patrol einen uneingeschränkten finanziellen Erfolg. Edmund Goulding drehte unter demselben Titel 1938 ein Remake mit Errol Flynn und David Niven in den Hauptrollen.

## Kritiken
Der Streifen erhielt zum Teil glühende Kritiken.
So schrieb Louella Parsons am 14. August 1930:
„Start in die Dämmerung“ ist einer der wichtigsten Kriegfilme seit „Im Westen nichts Neues“ seine starke-Anti-Kriegsbotschaft manifestierte. Der Film wird Sie mit seiner Spannung mitreißen, wird Sie an Ihren Sitz fesseln bis zum Ende und Sie emotional tief erschüttern. […] Howard Hawks demonstriert sein Talent durch seine gute und konzentrierte Regieführung. Es ist ein meisterhafter Film wird einer superben Erzählstruktur.
“The Dawn Patrol” aims the most effective blow at war since “All Quiet on the Western Front” delivered its message against wanton bloodshed. What a picture! It racks you with suspense, keeps you rooted to your chair until the very end and leaves you limp with emotion. […] Howard Hawks shows his craftsmanship in his deft and thoughtful direction. It is a masterly piece of work with a continuity that is superb.
Das Lexikon des internationalen Films befand:
Erster Tonfilm von Howard Hawks[…], der in lakonischem Erzählstil ein Klima der dauernden Anspannung und latenten Hoffnungslosigkeit beschwört. Mit einfachen, aber effektvollen technischen und dramaturgischen Mitteln werden die Figuren, ihre Beziehungen und ihre ungewöhnlichen Arbeitsbedingungen skizziert; Hawks handlungsbetonte und völlig unsentimentale Regie gibt dem Film eine ungewöhnliche Kraft und Stringenz.

## Auszeichnungen
Der Film gewann bei der Oscarverleihung 1931 in der Kategorie:
- Oscar/Beste Originalgeschichte – John Monk Saunders